# THE ROAD TO SKYBLUE
『THE ROAD TO SKYBLUE』は、2018年4月2日から放送中のエフエム北海道（AIR-G'）のラジオ番組。放送時間は平日 16:30 - 17:30 （日本標準時）。

## 番組内容
北海道日本ハムファイターズの2018年の平日ナイターを盛り上げる番組。
札幌ドーム内サテライトスタジオから各試合の直前に放送する。

## 出演
- DJ龍太[2]
- yuna[2]